# Paulus' Brev til Efeserne
Efeserbrevet er et af de 21 breve i Det Nye Testamente i Bibelen. Brevet er skrevet af Paulus, mens han var fange i Rom (omkring år 63). Det er skrevet nogenlunde samtidigt med Kolossenserbrevet og brevet til Filemon, som alle tre går under navnet fangenskabsbrevene. Brevet er af William Barclay beskrevet som "Dronningen af epistlerne". Brevet er delt i to hoveddele. De første tre kapitler indeholder en belæring, og de sidste tre kapitler er mere formanende. Det er omstridt, om det er skrevet af Paulus. Det kunne være skrevet af en af Paulus' disciple. Det kan være skrevet i Paulus' levetid, men nok mere sandsynligt efter apostlens død [kilde mangler]. 

## Hovedindhold
- 1,1-2: Hilsen til medkristne i Efesos
- 1,3-2,10: En generel beskrivelse af de velsignelser, evangeliet bringer med sig. Kilden til disse velsignelser er Jesus Kristus. Den første del af dette afsnit (Ef 1,3-14) er på originalsproget, græsk, skrevet i én lang sætning med smukke formuleringer
- 2,11–3,21: Nu er hedninger og jøder ikke længere to folk, men bliver forenet i Kristus. I afsnittet afslører Paulus også Kristus-hemmeligheden: "At hedningerne er medarvinger og medindlemmede i legemet og har andel i forjættelsen i Kristus Jesus i kraft af det evangelium,"(Ef. 3,6) Herefter slutter første del af brevet med en bøn og et Amen
- 4 I kapitlet får menigheden råd og vejledning i kristen livsførelse og menighedsliv. Nådegaverne behandles i første afsnit
- 5,1-20: De kristne er Guds børn og af deres tro fødes gode gerninger, og de følger i mørkets gerninger
- 5,21-6,9: Underordningsforhold mellem ægtefæller, mellem børn og deres forældre og mellem slaven og hans herre
- 6,10–24: Kampen mod verdensherskerne og ondskabens åndsmagter, udsendelsen af Tykikos og en fredshilsen til sidst